# Josef Altmann jun.
Koordinaten: 48° 12′ 38,9″ N, 16° 22′ 1,1″ O

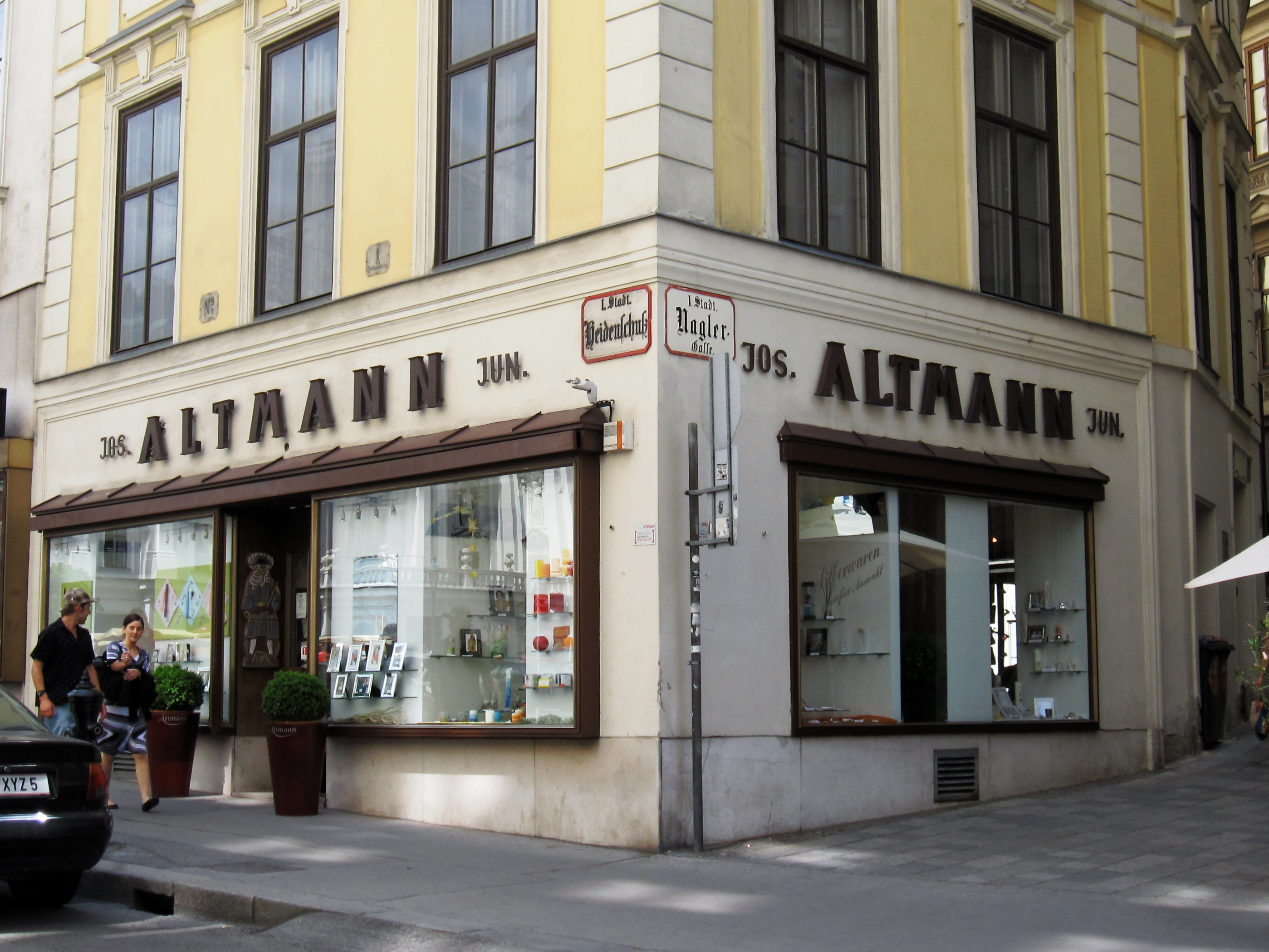
Das ehemalige Geschäft Josef Altmann jun. Am Hof 5 im I. Wiener Bezirk

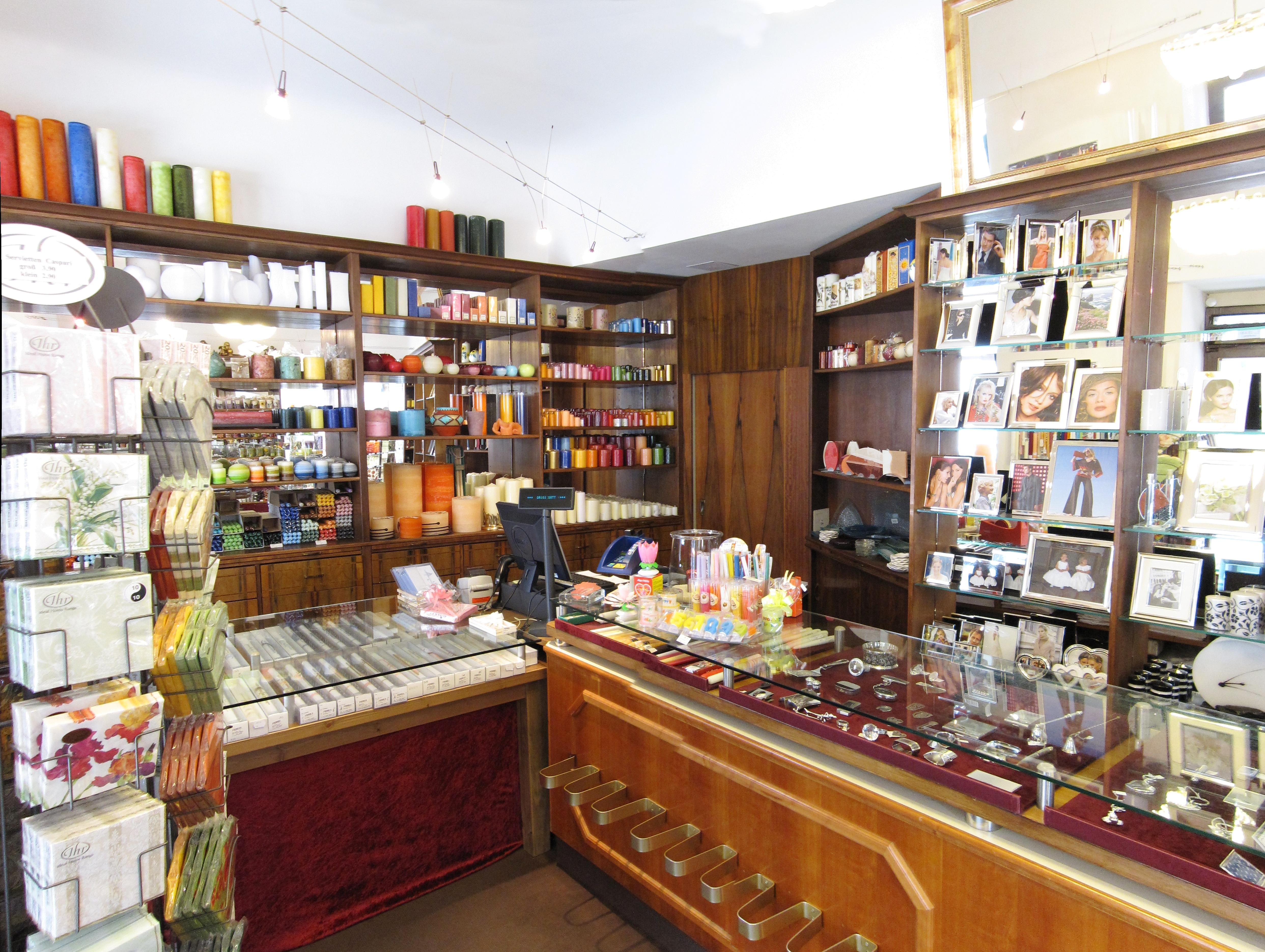
Innenansicht von Josef Altmann jun.

Das Unternehmen Josef Altmann jun. ist ein ehemaliges Wiener Kerzenunternehmen und ehemaliger k.u.k. Hoflieferant. Die Adresse war Heidenschuß 1 (oder Am Hof 5) im 1. Bezirk Innere Stadt. 

## Geschichte

Inserat von Jos. Altmann jun. (um 1900)

1854 wurde das Unternehmen von Josef Altmann junior in Perchtoldsdorf gegründet. Das Grundstück gehörte anscheinend Frau Elisabeth März, Ende der 1880er Jahre wurde Altmann Besitzer. 
Josef Altmanns Unternehmen wurde 1883 in Wien als Wachszieherei amtlich eingetragen und 1889 in eine Gesellschaftsfirma umgewandelt. Die öffentlichen Gesellschafter waren Georg Lenneis jun., der aus einer Seidenfabrikantenfamilie stammte, sowie sein Schwager Anton Bittner. 1891 begann die fabriksmäßige Herstellung von Wachswaren und Pechfackeln. Der Betrieb verfügte über Dampfmaschinen und besaß eine Wachsbleiche. Altmann erzeugte auch Toilettenartikel, für die er selbst den Vertrieb übernahm. Die Produkte wurden nicht nur innerhalb Österreich-Ungarns ausgeliefert, sondern auch europaweit vertrieben. Bei Ausstellungen erhielt Altmann Preise für seine Waren. 
Die Betreiber Lenneis und Bittner unterhielten mit dem Unternehmen Altmann die größte Pechfackelfabrik in der Monarchie. Fackeln und Kerzen lieferte Altmann u. a. der k.u.k. Armee, dem Kunsthistorischen sowie dem Naturhistorische Museum in Wien, der Hofburg, dem Schloss Belvedere, Schloss Augarten, der Hofoper oder dem Hofburgtheater.
Altmann hatte seine Hauptniederlassung an der Sonnenfelsgasse 15 im 1. Bezirk. Weitere Niederlagen waren an der Brandstätte 7, Tegetthoffstrasse 1, Am Hof 5 sowie an der Mariahilfer Straße. Ein Magazin war an der Cumberlandstraße 51 im 13. Bezirk Hietzing.
1961 war Altmann noch immer der größte Kerzenerzeuger in Österreich.
Die Fabrik und das Detailgeschäft Altmann wurden 1982 von der Fa. Henkel erworben, 1984 aber wieder getrennt verkauft. Die Fabrik übersiedelte von Perchtoldsdorf nach Katzelsdorf. 1987 konnte ein weiteres Geschäft in St. Pölten eröffnet werden.